# 말라기서

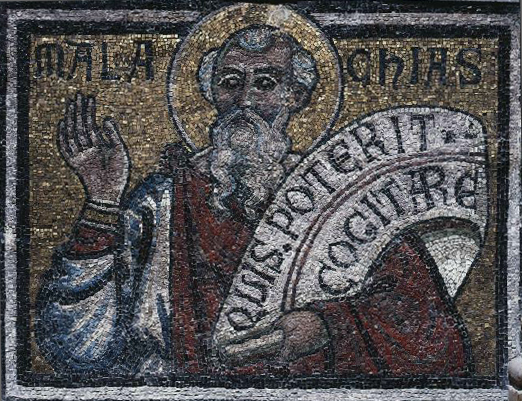

말라기(공동번역, 개신교), 말라키서(가톨릭)(히브리어: מַלְאָכִי)는 구약성경의 소예언서 중 마지막 책이다. 전통적으로 예언자 말라기의 저술로 인정한다. 타나크 판본에는 3장으로, 불가타 등의 판본에는 4장으로 구성된다.

## 명칭
이 책의 이름은 한국 개역한글판과 공동번역성서에서는 말라기라는 이름으로 불려왔으며, 2005년 발간된 천주교 성경에서는 책 이름을 말라키서(書)라고 했다.
- 공동번역성서: 말라기 (말라기, 예: 말라기 1:1)

- 천주교 성경: 말라키서 (약칭 '말라', 예: 말라 1,1)
- 개역한글판: 말라기 (약칭 '말', 예: 말1:1)

## 저자
말라키는 히브리어로 '나의 사자(messanger)' 또는 '나의 천사(angel)'라는 뜻을 가지고 있어, 이 책의 저자를 지칭하는 이름인 '말라키'가 실제 이름이 아니라는 비평도 있다. 구약성경의 순서나 역사적인 순서로 볼 때, 마지막 예언자라고 할 수 있다.

## 내용
말라키 예언서의 내용은, 다음과 같이 구성되어 있다.
- 1장 1절: 서두
- 1장 2절 - 2장 9절:

1장 1-43절에 적힌 6회에 걸친 말라키의 예언, 혹은 신의 선포에 따라 모두 여섯 부분으로 나눌 수 있다.
1. 1:2-5 - 첫 번째 예언: 신의 사랑
2. 1:6-2:9 두 번째 예언: 제사장(사제)들의 횡령죄
3. 2:10-16 세 번째 예언: 이혼과 혼혈결혼 문제
4. 2:17-3:5 네 번째 예언: 정의의 주님
5. 3:6-12 다섯 번째 예언: 심판의 날

## 주제
말라키는 하깨서나 즈가리야서 1-8장처럼 포로 이후 시대 예언의 변화된 사고를 가지게 된다. 말라키는 포로기 이후 시대와 관련이 있다. 말라키 2:11-13은 이 시대를 추정하게 한다. 원래 말라키는 느헤미야와 에즈라 이전으로 소급된다. 말라키를 후기의 것으로 주장할 만한 충분한 증거가 없다. 말라키에 반영된 사상이나 예루살렘의 삶은 주전 500년경의 삶을 반영하고 있다. 포로기 이후 하깨와 즈카르야 중간시대의 모습과 에즈라-느헤미야 시대의 모습을 모두 볼 수 있다. 말라키서에는 하느님의 메시지가 모두 요약되어 있다